# Karl Urban
Karl-Heinz Urban (Wellington, 7 de junho de 1972) é um ator neozelandês. Sua carreira começou com participações em filmes e séries de televisão da Nova Zelândia, como Xena: A Princesa Guerreira. Seu primeiro papel em Hollywood foi no filme de terror Ghost Ship, lançado em 2002. Desde então, Urban estrelou em diversas produções de destaque, interpretando personagens como Éomer nos dois últimos filmes da trilogia O Senhor dos Anéis, Vaako no segundo e terceiro filmes da franquia Riddick, Leonard McCoy na série de filmes do reboot de Star Trek, Kirill em A Supremacia Bourne (2004), John "Reaper" Grimm em Doom (2005), Juiz Dredd em Dredd (2012), Gavin Magary em Meu Amigo, o Dragão (2016) e Skurge em Thor: Ragnarok (2017) da Marvel Studios. Em 2013, Urban estrelou a série de ficção científica Almost Human. Desde 2019, ele interpreta Billy Butcher na série de super-heróis The Boys, da Amazon Prime Video.

## Carreira
Karl atendeu a St Mark's Church School, onde ele desenvolveu o gosto por atuar. Seu primeiro papel foi aos oito anos de idade, onde ele tinha somente uma fala num show de TV. Entretanto, ele não atuou novamente até depois do colégio. Após o término do colégio, foi oferecido a ele um papel no drama neozelandês Shortland Street, enquanto ele estava se preparando para ingressar na Universidade de Victoria, nos EUA. Depois de permanecer no show por 2 temporadas, ele voltou a universidade por apenas 1 ano, pois queria perseguir uma carreira de ator. Nos próximos anos ele interpretou vários papéis teatrais na região de Wellington. Eventualmente ele se mudou para Auckland, onde um número de papéis de especiais se seguiram. Um de seus primeiros papéis foi o de um viciado em heroína no drama Shark In the Park. Ele também participou de um filme, chamado Once in Chunuck Bay. Outros papéis na televisão se seguiram, incluindo um em White Fang. Um dos papéis de maior destaque de Karl foi Éomer na trilogia O Senhor dos Anéis.
No seriado Xena: Warrior Princess, Karl fez diversos papéis, mas os mais marcantes foram o de Cupido, filho de Afrodite, Deus do Amor e o de Júlio César, ditador romano, ele esteve nesses mesmos papéis na série Hercules: The Legendary Journeys Dentre as suas participações no seriado, ele fez um papel bíblico, Mael, e um selvagem, Kor. Esse último, na verdade era o piloto de uma série, que seria estrela  pela atriz americana Selma Blair, mas infelizmente a série, que se tratava da história do surgimento das amazonas, sua cultura e história, não vingou, e o piloto foi adicionado a série Xena, como uma história contada por um dos personagens. No mesmo ano de 2000 ele teve um filho com a parceira Natalie, chamado Hunter.
Em 2007, Karl terminou sua participação na mini série de TV Comanche Moon onde encarnou o personagem Woodrow F. Call. Em abril de 2008, terminou as filmagens do filme Star Trek, no papel de Dr. Leonard  McCoy. O filme foi lançado em 9 de maio de 2009. O filme mais recente de Karl foi Priest lançado em maio de 2011.
Karl regravou o filme de ficção científica Dredd em 2012. O ator usou um capacete durante todo o filme, além de fazer treinamento militar para retratar o personagem dos quadrinhos de de John Wagner e Carlos Ezquerra.

## Prêmios e indicações
- 1 vitória no Critics' Choice Award em 2004 na categoria Melhor grupo de atuação.
- 1 vitória no PFCS Awards em 2004 na categoria Melhor grupo de atuação.
- 1 vitória no Screen Actors Guild Award em 2004 na categoria Performance individual do elenco em um filme.
- 1 indicação no DVDX Award em 2003 na categoria Melhor Documentário de Áudio.
- 1 vitória no National Board of Review em 2003 na categoria Melhor grupo de atuação.
- 1 indicação no New Zealand Screen Award em 2001 na categoria Melhor Ator.
- 1 indicação no Film Award em 2000 na categoria Melhor Ator.

## Filmografia Selecionada
| Filme                                         | Personagem                  | Ano           | Tipo       |
| Mortal Kombat II                              | Johnny Cage                 | 2025          | Filme      |
| The Boys                                      | Billy Bruto (Billy Butcher) | 2019-presente | Série      |
| Thor: Ragnarok                                | Skurge                      | 2017          | Filme      |
| Star Trek Beyond                              | Leonard McCoy               | 2016          | Filme      |
| Pete's Dragon (2016)                          | Gavin                       | 2016          | Filme      |
| The Loft                                      | Vincent Stevens             | 2014          | Filme      |
| Almost Human                                  | Detetive John Kennex        | 2013          | Série      |
| Walking with Dinosaurs 3D                     | Uncle Zack                  | 2013          | Filme      |
| Riddick                                       | Vaako                       | 2013          | Filme      |
| Riddick: Blindsided                           | Vaako                       | 2013          | Curta      |
| Além da Escuridão - Star Trek                 | Leonard McCoy               | 2013          | Filme      |
| Dredd                                         | Joseph Dredd                | 2012          | Filme      |
| Padre                                         | Black Hat                   | 2011          | Filme      |
| Viagem do Medo                                | Michael                     | 2010          | Filme      |
| Red                                           | William Cooper              | 2010          | Filme      |
| Star Trek                                     | Leonard McCoy               | 2009          | Filme      |
| Black Water Transit                           | Earl Pike                   | 2008          | Filme      |
| Comanche Moon                                 | Woodrow F. Call             | 2008          | Minissérie |
| Pathfinder                                    | Fantasma                    | 2007          | filme      |
| Out of the Blue                               | Nick Harvey                 | 2006          | Filme      |
| Doom                                          | John Grimm                  | 2005          | Filme      |
| The Bourne Supremacy                          | Kirill                      | 2004          | Filme      |
| The Chronicles of Riddick                     | Vaako                       | 2004          | Filme      |
| The Lord of the Rings: The Return of the King | Éomer                       | 2003          | Filme      |
| The Lord of the Rings: The Two Towers         | Éomer                       | 2002          | Filme      |
| Ghost Ship                                    | Munder                      | 2002          | Filme      |
| Xena: Warrior Princess                        | Cesar, Cupido, Mael, Kor    | 1996-2001     | série      |
| The Price of Milk                             | Rob                         | 2000          | Filme      |
| The Irrefutable Truth About Demons            | Harry Ballard               | 2000          | Filme      |
| The Privateers                                | Capt. Aran Dravyk           | 2000          | série      |
| Hercules: The Legendary Journeys              | Cesar, Cupido               | 1996-1998     | série      |
| Via Satellite                                 | Paul                        | 1998          | Filme      |
| Heaven                                        | Sweeper                     | 1998          | Filme      |
| Amazon High                                   | Kor                         | 1997          | série      |
| Riding High                                   | James Westwood              | 1995          | série      |
| White Fang                                    | David                       | 1995          | série      |
| Shortland Street                              | Jamie Forrest               | 1992          | série      |
| Chunuk Bair                                   | Soldado Wellington          | 1992          | Filme      |
| Homeward Bound                                | Tim Johnstone               | 1998          | série      |